# Iardanos
Iardanos  este un oraș în Grecia în prefectura Elida.